# Azienda Consorzio Trasporti Veneziano
Pour les articles homonymes, voir ACTV.
Azienda Consorzio Trasporti Veneziano (ACTV), c'est-à-dire « Consortium d'entreprise des transports vénitiens », est la compagnie de transports publics en commun qui exploite les Vaporetti (bateaux-bus) de la ville de Venise, les lignes de bus des villes de Mestre et Chioggia, ainsi que les transports extraurbains de la province de Venise et de l'agglomération vénitienne.

## L'entreprise

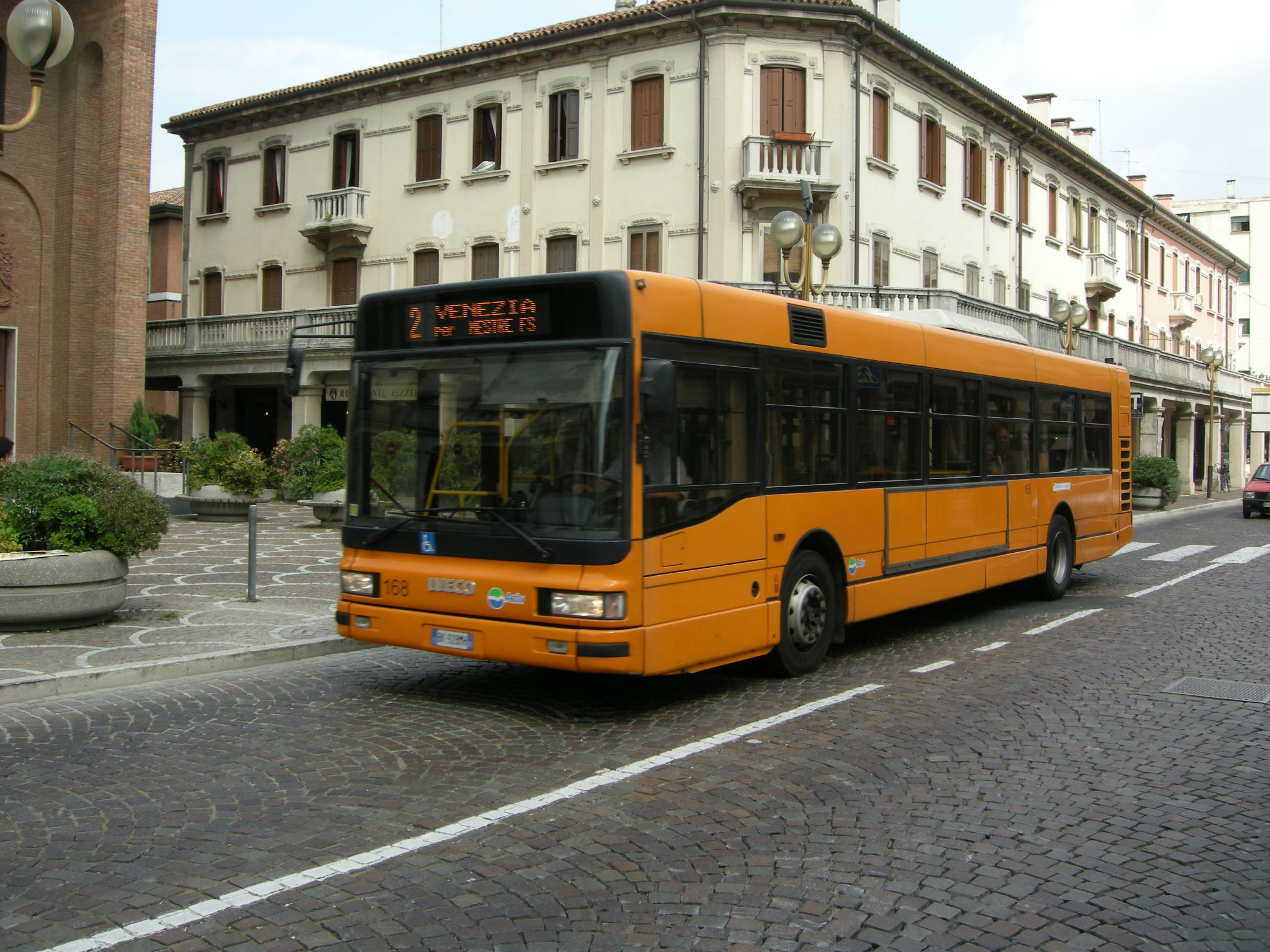
Autobus extraurbain Iveco 491 CityClass

L'ACTV gère le réseau des transports publics et touristiques à travers ses équipements : les fameux Vaporetti et autres navires et ferryboat dans toute la lagune de Venise, et des autobus sur la partie terre ferme de la province. La liaison entre les deux systèmes de transport étant le Piazzale Roma, à l'extrémité du Pont de la Liberté (Ponte della Libertà), le passage historique de la réunion entre la terre ferme de Mestre et la Lagune de Venise, déclarée "Patrimoine mondial de l'Humanité par l'Unesco.
L'ACTV a remplacé l’Azienda Comunale per la Navigazione Interna (ACNI), « Entreprise communale de navigation intérieure » créée le 22 octobre 1904 par la commune de Venise et l’Azienda Comunale di Navigazione Interna Lagunare (ACNIL), « Entreprise communale de navigation intérieure lagunaire ».
Depuis le 1er janvier 2001, afin de se conformer aux nouvelles dispositions législatives italiennes, l'ACTV est devenue une société anonyme indépendante dont le capital est détenu en majorité par les collectivités publiques locales. La commune de Venise en est le principal actionnaire avec 73 %, les autres actionnaires étant la Province de Venise et les communes environnantes.
Les services de transports publics locaux sont gérés par l'ACTV sous le régime de délégation de service public, selon la loi régionale n° 25 de 1998 et le décret législatif n° 422 de 1997, durant une période de transition avant l'ouverture à la concurrence prévue pour 2004. 

### Les sociétés contrôlées

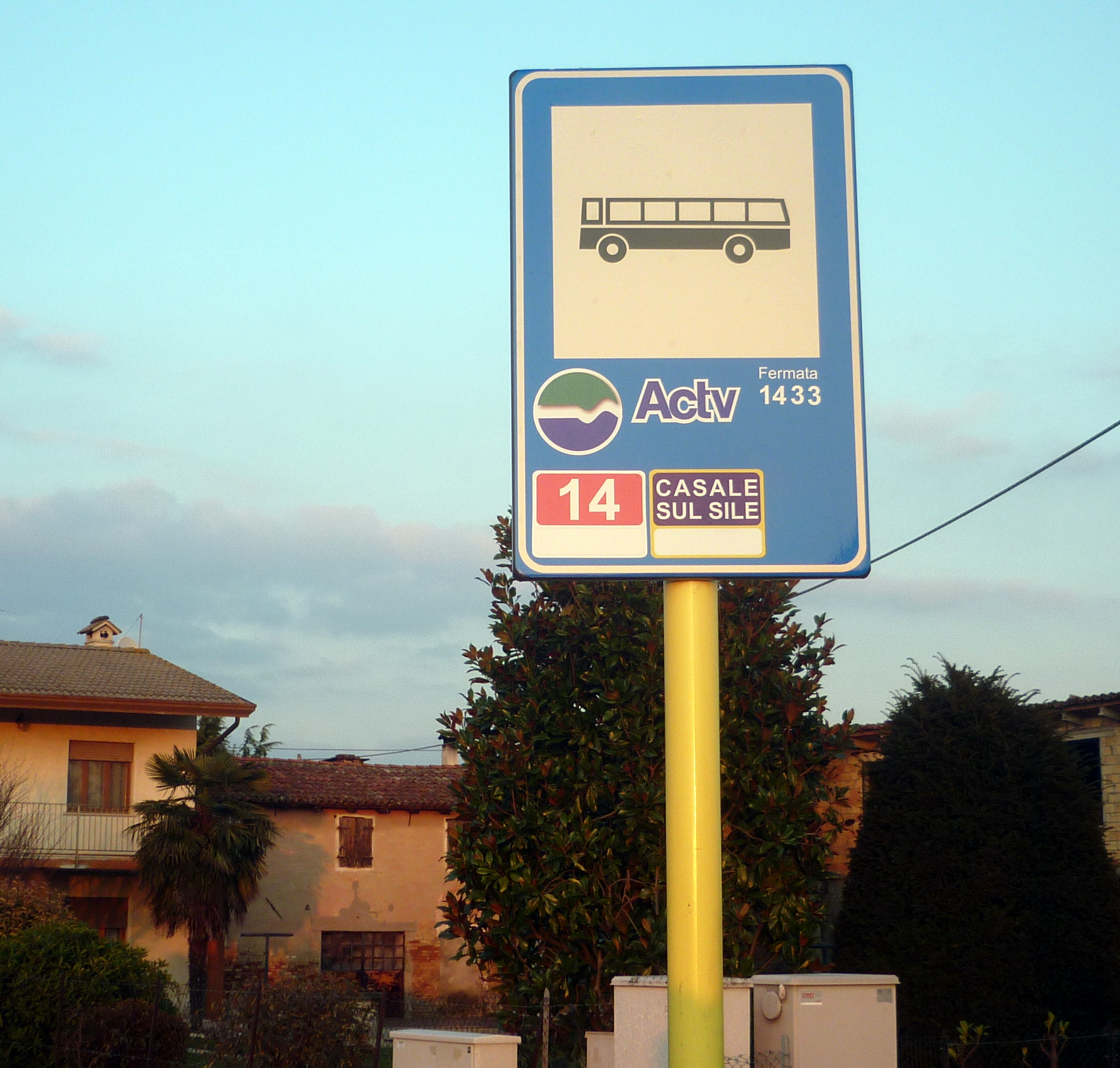
Arrêt ACTV extraurbain standard

#### VELA
La société a été créée en 1998 afin de gérer l'activité commerciale d'ACTV. Actuellement, sous le label Hello Venezia, elle gère :
- la centrale d'appel du système des transports publics, les billetteries, la distribution des abonnements électroniques,
- la location des moyens de transport ACTV,
- la vente des billets et abonnements à "Venezia Calcio", Grand Théâtre La Fenice, théâtre Malibran, La Biennale de Venise, théâtre Carlo-Goldoni,
- l'accès aux importantes expositions et sites d'art,
- l'organisation des spectacles dans la ville,
- Venezia Lines ligne Venise-Croatie effectuée à bord de catamarans,
- Venice Card la carte spéciale pour les touristes qui leur permet d'obtenir des remises ou des entrées gratuites dans les transports publics, les musées, les sites d'art et tous services publics[3].

#### PMV
La société PMV-Société du Patrimoine pour la Mobilité vénitienne a été créée en 2003. C'est une branche de l'ACTV qui est devenue une entité indépendante afin de gérer les infrastructures des transports publics, comme les quais du service de navigation dans la lagune de Venise, les abrisbus des arrêts de l'ACTV sur la terre ferme, les  dépôts et les aires de stationnement des bus. La société PMV a également été chargée de la conception et de la construction du  réseau de tram de l'agglomération, dont la première ligne a été mise en service en 2010.

## Histoire
La première liaison maritime au monde a débuté à Venise en 1881. En automne 1881, à l'occasion du "Congrès International de Géographie" le premier Vaporetto sera mis en service régulier pour assurer le déplacement des personnes dans la lagune.
Le premier vaporetto fut baptisé Regina Margherita et assurait la liaison sur le Canal Grande. Après cette première expérience révolutionnaire du Regina Margherita, c'est une société anonyme parisienne nouvellement créée pour l'occasion, la « Compagnie des bateaux omnibus », qui a obtenu la subvention pour poursuivre l'exploitation de la ligne du Canal Grande. Elle ajoutera au Regina Margherita huit autres navires dont elle confiera la construction aux chantiers navals de Rouen. Ces bateaux durent être transportés de Rouen à Venise. 
Les bateaux français ne répondaient pas du tout aux besoins du transport urbain dans un site lacustre comme Venise. En 1890, la concession lui sera retirée au profit de la SVL (Società Veneta Lagunare, « Société vénitienne lagunaire ») qui a prolongé la ligne pour desservir la terre ferme de Mestre. 
En 1903, le Conseil Municipal de Venise décida d'assurer directement la gestion des services de navigation intérieure, donnant ainsi naissance à l'ACNI devenue ACNIL, qui fut opérationnelle dès 1904.
Avec l'ouverture du Pont de la Liberté (Ponte della Libertà) en 1933 et la réalisation du parking silo du Piazzale Roma, l'ACNIL diversifiera ses activités de navigation vers la supervision du tronçon Venise-Mestre, qui restera gérée par la société SAT (Società Anonima Tramvie, « Société anonyme du tramway » [de Mestre]), qui remplaça cette même année le système de tramway par des trolleybus. Concomitamment avec l'ouverture de Piazzale Roma et du canal Rio Novo pour raccourcir la liaison vers le Pont Rialto et la place Saint Marc, les premiers bateaux rapides de ligne ont été autorisés. Des études pour limiter les effets néfastes des marées hautes et des vagues ont débuté.
En 1941, l'ACNIL s'est vu confier la gestion des transports terrestres sur l'île du Lido, à la suite de l'arrêt du service de tramway assuré jusque-là par la Société italienne des grands hôtels - CIGA. La ligne a été remplacée des trolleybus.
Pendant la guerre, une grande partie de la flotte est réquisitionnée par l'Armée et la Marine Italienne à des fins militaires et à la fin des hostilités, de nombreux navires ont été retrouvés coulés ou gravement endommagés. Un coûteux programme de reconstruction générale de la flotte et des installations connexes : quais, jetées et pontons, a été entrepris.
En 1965, l'ACNIL fut chargée de la gestion des services des transports publics terrestres de Mestre, en remplacement de la Société Trolleybus Mestre, avec pour objectif le remplacement du réseau de trolleybus par des autobus. Cette tâche fut terminée en 1966. Le 1er octobre 1978, après la constitution du Consortium de Venise Transports, la société ACTV - Société du Consortium des transports vénitiens fut créée.

## Les lignes maritimes
Les lignes maritimes sont divisés en cinq catégories :
- Centrocittà - lignes intérieures de la ville, qui traversent le Grand Canal et le canal de la Giudecca,
- Giracittà - lignes circulaire autour de toute la vieille ville y compris l'île de Murano,
- les lignes saisonnières, principalement touristiques en bord de mer
- les lignes de la lagune, pour les liaisons entre les îles de la lagune et la terre ferme,
- les lignes Terminal, pour une connexion rapide à la terre ferme.
- les lignes spéciales :
  - commémoration des défunts, liaison intense avec l'île de San Michele qui abrite le cimetière de Venise,
  - parties de football, liaison entre le Tronchetto et Sant'Elena, station du stade de Venise,
  - afflux touristique, des lignes spéciales pour desservir les points les plus visités de la ville,
  - service pendant l'acqua alta - lorsque le niveau de la mer dépasse 95 cm au-dessus des lignes de service moyen, les lignes  Giracittà et la ligne 2 doivent être séparées en plusieurs tronçons car les bateaux ne sont plus en mesure de passer sous certains ponts.

À ces lignes régulières de jour, il faut ajouter les lignes de nuit, qui effectuent un service continu entre minuit et cinq heures du matin en correspondance avec les autobus de nuit qui assurent la liaison entre Venise et Mestre.

## Les lignes terrestres

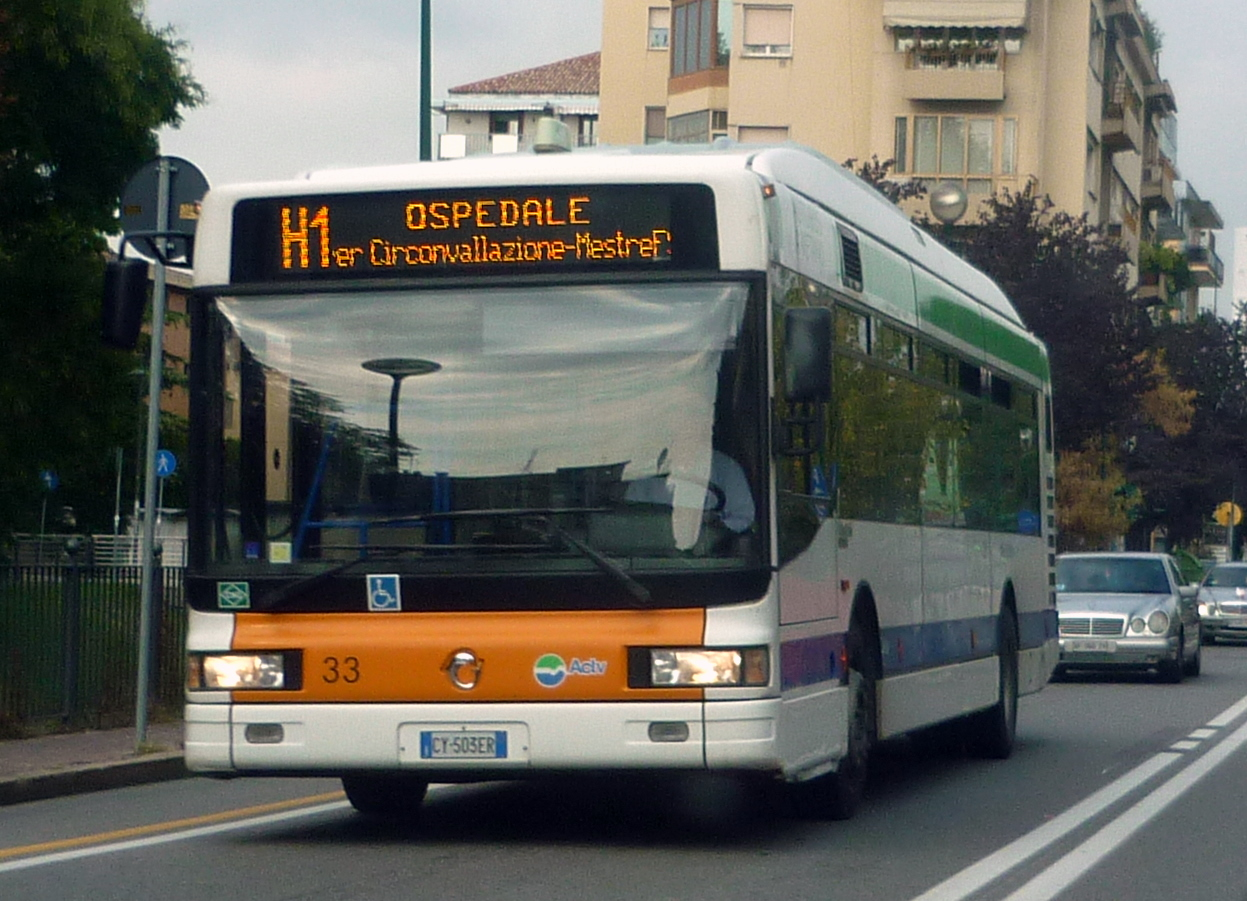
Bus urbain Irisbus 491 CityClass dans la livrée de Mestre

### Transports en commun de Mestre
Le service des transports urbain de Mestre comprend plusieurs lignes urbaines. Des lignes à haute fréquence relient Venise à Mestre, Piazzale Roma et Tronchetto.
Le service est assuré à partir de 5h00 du matin jusqu'à 1h00 la nuit. Pendant la nuit, il y a des itinéraires circulaires qui fonctionnent en correspondance avec le service maritime. Il existe également des lignes spéciales, généralement consacrées aux travailleurs et des liaisons vers les zones industrielles, dont le  service est limité à certaines heures et en semaine uniquement.
Certaines lignes urbaines sont prolongées au-delà des limites municipales pour la desserte des banlieues. Elles sont distinctes des lignes d'autobus classiques de longue distance.
Lors d'évènements majeurs dans la ville, des navettes spéciales sont mises en place. Il s'agit notamment de la «Heineken Jammin 'Festival assuré par une navette qui relie le parc de San Giuliano avec la  gare de Mestre et le Piazzale Roma de Venise, le Salon international nautique de Venise avec une navette entre le Piazzale Roma de Venise, Tronchetto et le lieu de l'événement, la gare maritime, comme toutes les expositions organisées à Forte Marghera.
Pendant le Carnaval de Venise, la fête la plus importante, ainsi que la Fête du Rédempteur, pendant la nuit, en plus des services réguliers, les navettes de nuit sont assurées entre le Piazzale Roma les différents points stratégiques des communes du continent.

### Les lignes du Lido et de Pellestrina
Le  service urbain de transport des îles du Lido et Pellestrina est assuré par un plan de mobilité appelé "Giralido". L'île du Lido est couverte par quatre lignes, tandis qu'une ligne mixte relie les îles du Lido et de Pellestrina à la ville de Chioggia, en traversant les deux îles sur toute leur longueur et en fournissant les moyens d'embarquement des passagers à bord des ferries ACTV. 
Pendant l'été, le service urbain sur l'île du Lido est renforcé. Une liaison nocturne est garantie avec correspondance sur le ferry-boat.

### Les lignes urbaines de Chioggia
La zone urbaine de Chioggia-Sottomarina dispose d'un réseau de transport dont la gestion est assurée par ACTV. La délégation de service public a été attribuée en 2001.

### Les lignes extra-urbaines
Les lignes extra-urbaines exploitées par ACTV ont toutes leur terminus à Venise ou Mestre et desservent les villes dans la province de Venise. Certaines lignes constituent des interconnexions avec les provinces voisines de Padoue et Trévise.
Parmi les correspondances de banlieue, il faut citer la liaison omnibus SFMR-Sistema Ferroviario Metropolitano Regionale, parrainée par la province, entre les gares de Mira et de Dolo-Mirano, appelée Girospinea.

## Les moyens de transport
Le parc global de l'ACTV comporte 620 autobus et 150 embarcations maritimes. Chaque année, plus de 110 millions de passagers sont transportés par la division maritime, avec 1 069 salariés et 100 millions de passagers sont transportés sur les moyens terrestres par 1 039 salariés. Ces chiffres font de Venise la première ville italienne dans le rapport passagers annuels/nombre d'habitants 

### La flotte maritime

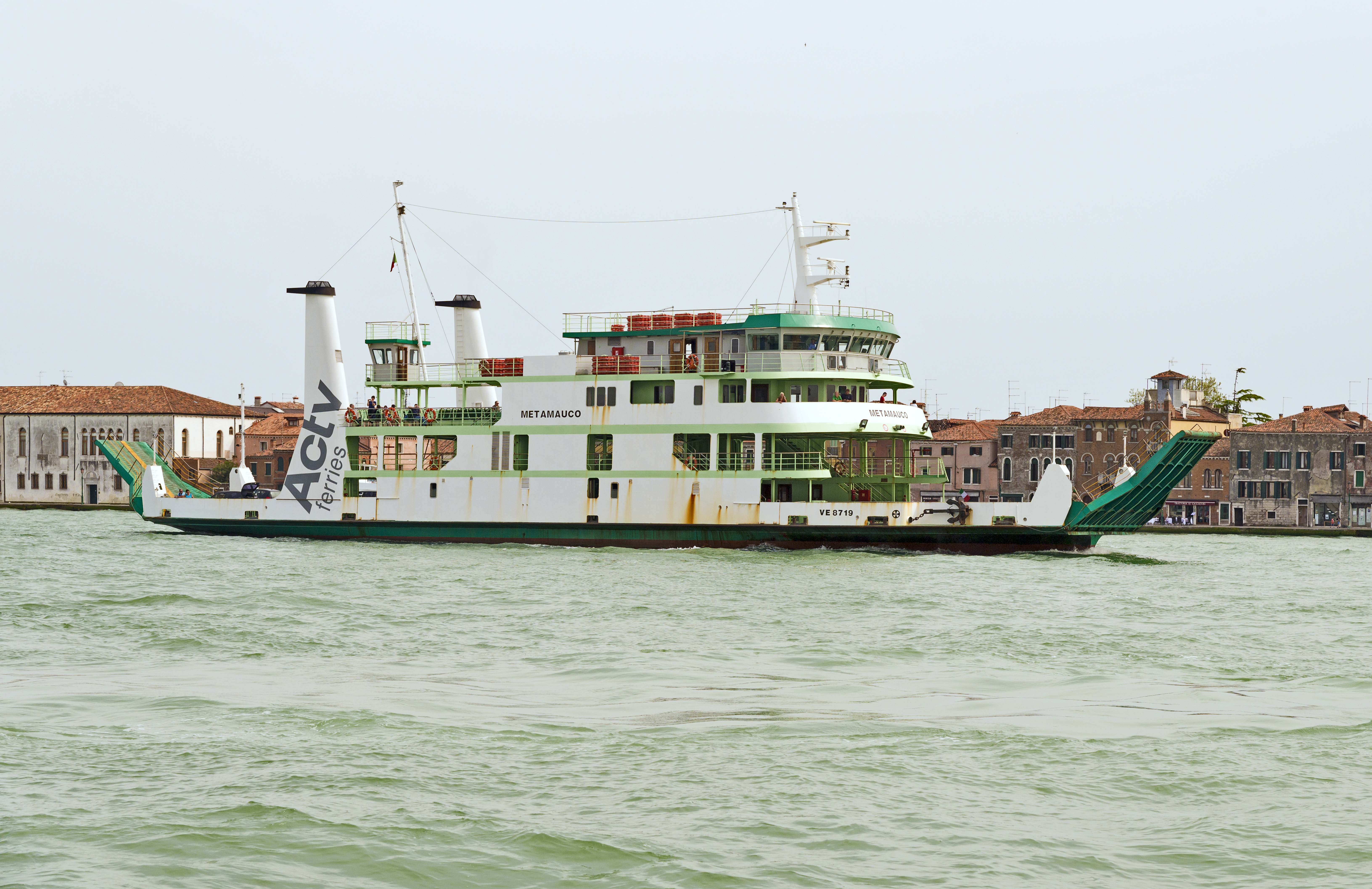
Ferry boat Metamauco dans le canal de la Giudecca

Les données de 2005 font état d'une centaine de stations flottantes fixes (pontons). La flotte comprend 58 Vaporetti, 81 bateaux, 12 bateaux à forte capacité de transport (1 200 passagers) et 8 ferry-boats. 
L'entreprise fait partie du consortium WHALE pour la construction de navires à hydrogène.
La flotte des vaporetti comprend également deux exemplaires expérimentaux à traction hybride diesel/électrique E1 et Liuto qui sont utilisés pour des trajets complémentaires ou en location.

### La flotte d'autobus (terre ferme et extra-urbaine)

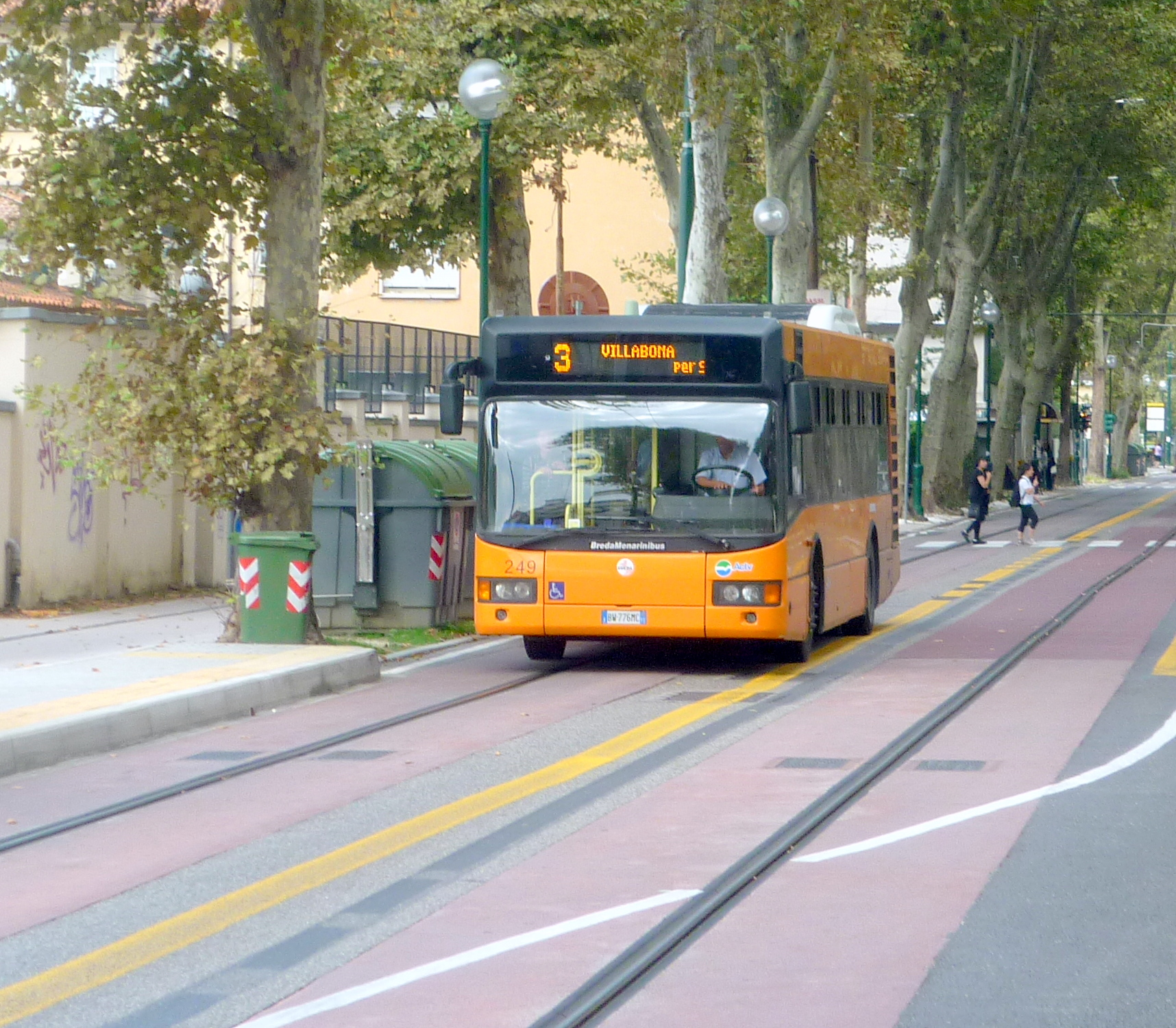
Un Bredamenarinibus urbain
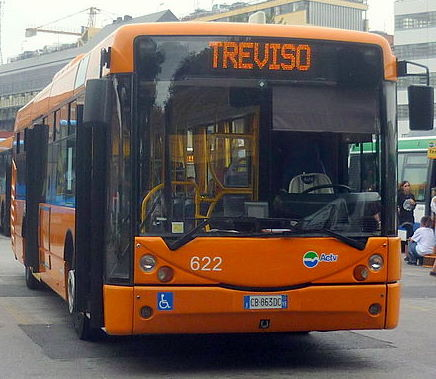
Autobus extraurbano
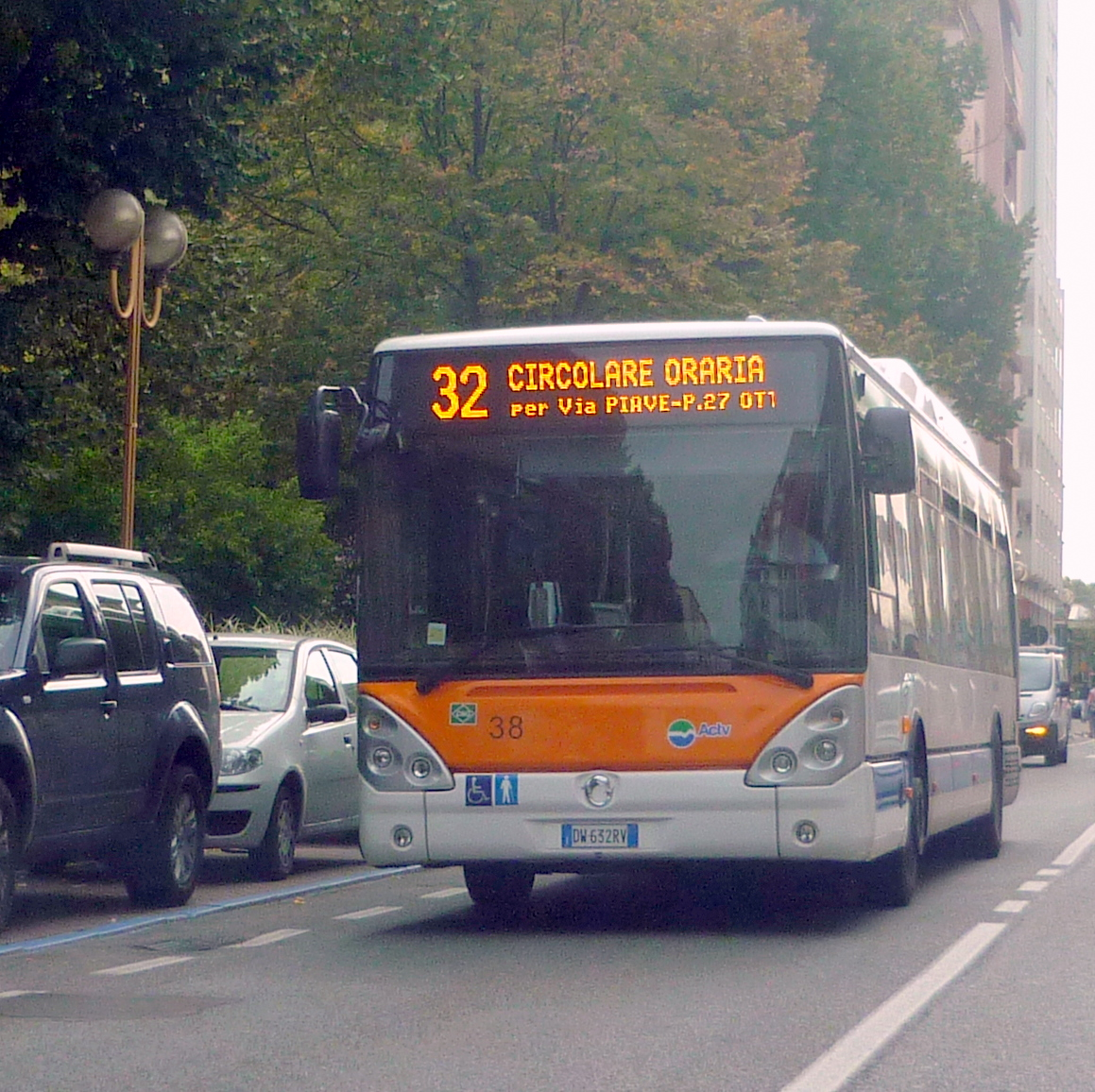
Irisbus Citelis à Mestre
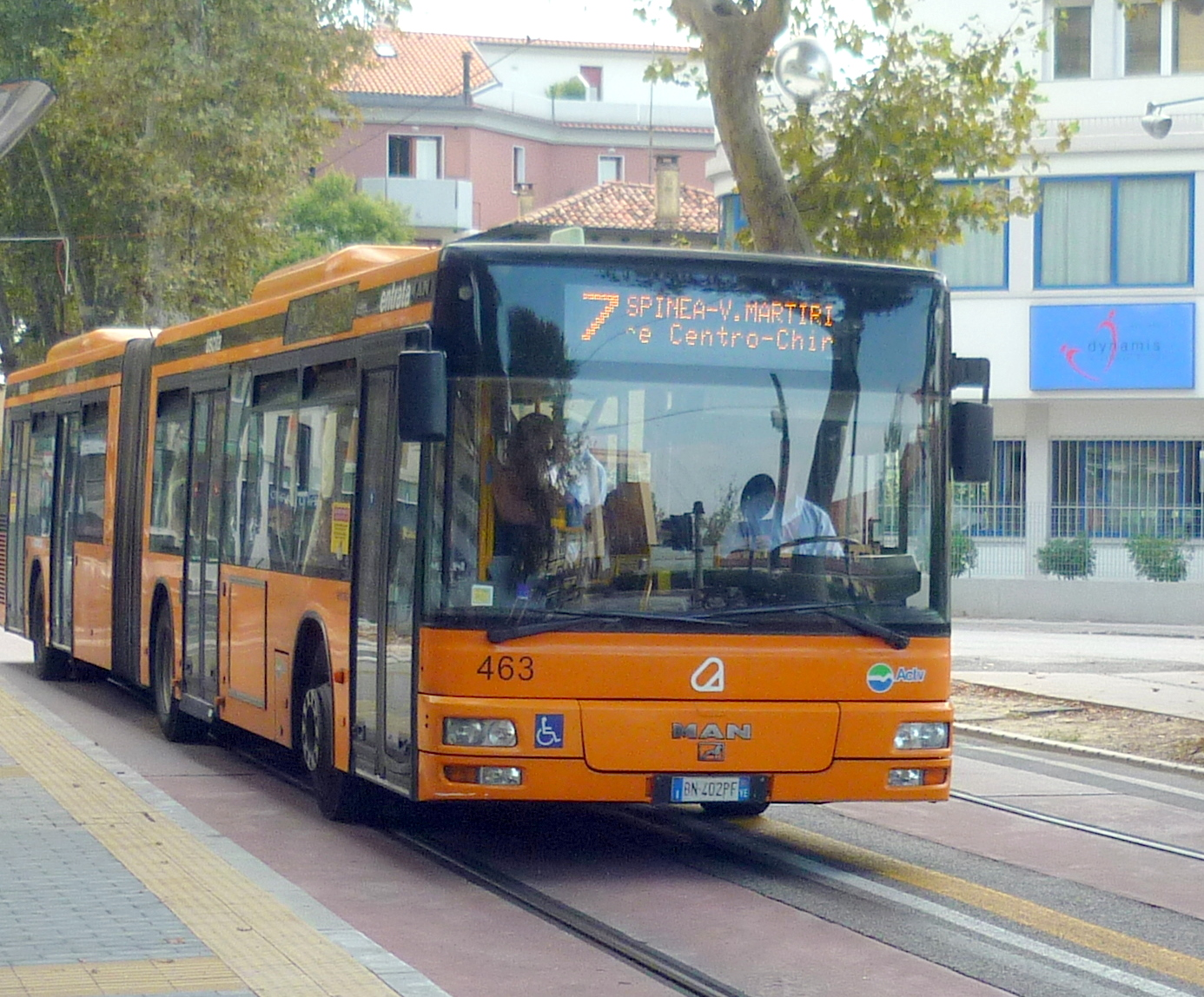
Autobus urbain Autodromo
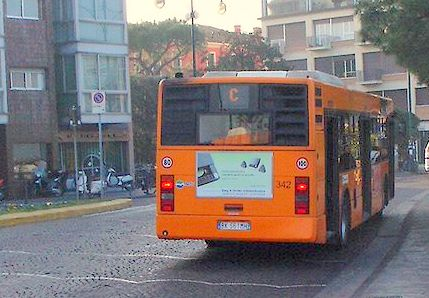
Bus BredaMenarinibus Monocar 240L au Lido de Venise

Le parc routier comprend 580 véhicules. 
Les lignes avec une forte fréquentation sont assurées avec des véhicules articulés : ligne 5 Venise-Aéroport, 6 Venise-Spinea, 7 Venise-Mirano, les lignes extra-urbaines vers Padoue, Chioggia et Mirano ainsi que les lignes nocturnes. 
Depuis 2004 les couleurs classiques bleu et jaune des autobus ACTV ont été remplacées par des livrées aux nouvelles couleurs de l'entreprise : blanc avec des bandes bleu et vert.

#### Les principaux modèles
| Marque           | Modèle            | Nombre | Mise en service | Notes                            |
| ---------------- | ----------------- | ------ | --------------- | -------------------------------- |
| Iveco            | 491 CityClass     | 130    | 1997 - 2000     |                                  |
| BredaMenarinibus | Monocar 240       | ~50    |                 | versions 12 (L) et 10 mètres (N) |
| BredaMenarinibus | Monocar 221       | ~30    |                 |                                  |
| BredaMenarinibus | Monocar 321       | 5      |                 | 18 mètres articulé               |
| Mercedes-Benz    | Citaro            | 6      |                 | 18 mètres articulé               |
| Autodromo        | BusOtto           | 8      |                 | 18 mètres articulé               |
| Irisbus          | Citelis           | 5      | 2010            |                                  |
| Irisbus          | Arway             | 23     | 2010            |                                  |
| Iveco            | U-effeuno         |        |                 |                                  |
| Iveco            | Turbocity U-Green |        |                 |                                  |
| BredaMenarinibus | Monocar 220 LU    | 10     |                 |                                  |
| BredaMenarinibus | Monocar 201       |        |                 |                                  |
| Cacciamali       | Urby              |        |                 |                                  |